# Рисовая мука

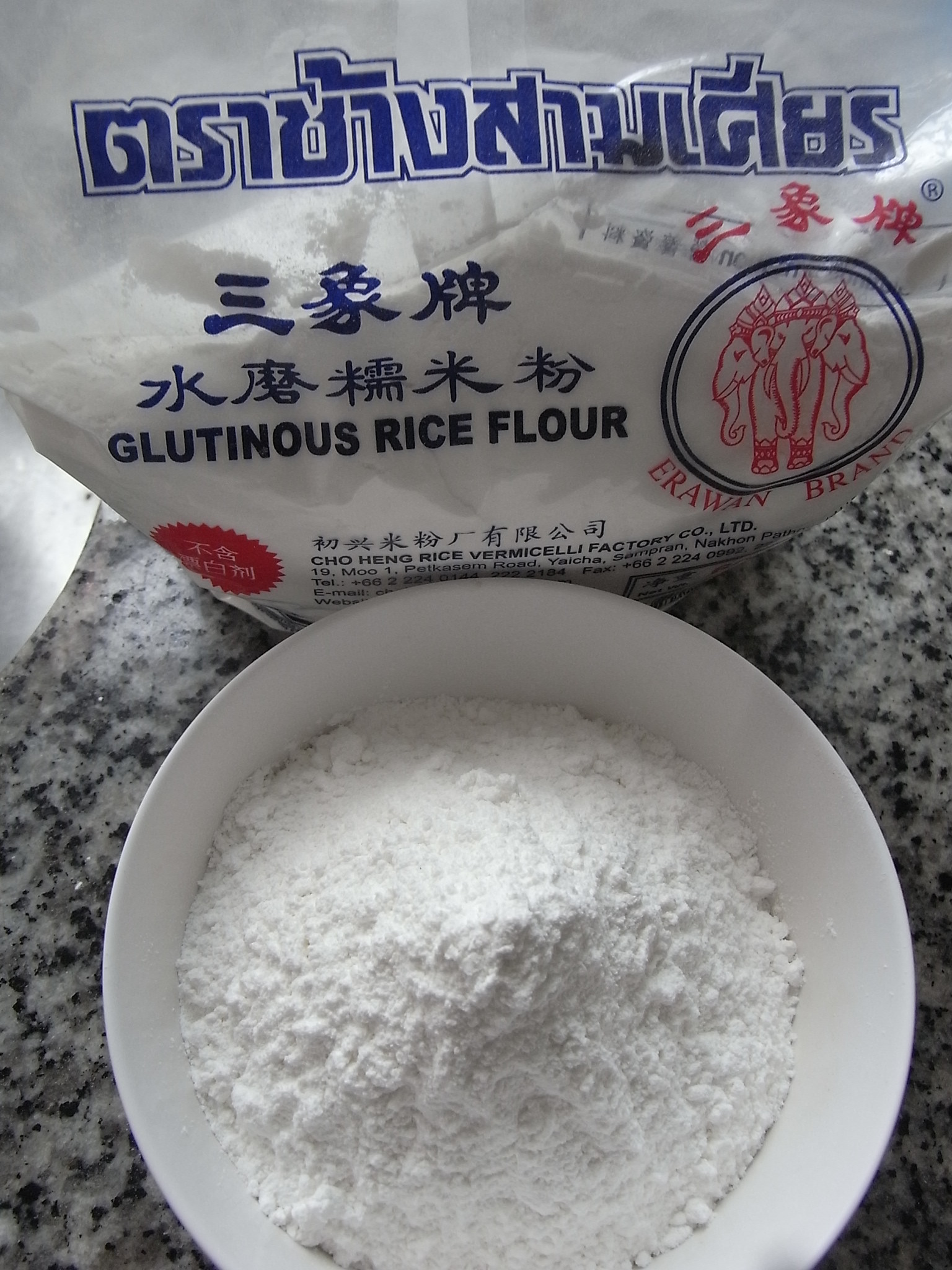
Рисовая мука

Рисовая мука — тип муки, произведённый из зёрен риса. Она отличается от рисового крахмала, который обычно получают путём вымачивания риса в щёлоке. Такую муку часто используют в национальных кухнях стран Юго-Восточной Азии: в китайской, японской, корейской, тайской, вьетнамской, индийской. Рисовая мука также используется в качестве загустителя в продуктах, которые хранятся в охлаждённом или замороженном виде, поскольку она сдерживает разделение жидкостей. 1 стакан рисовой муки (200 мл.) тяжелее пшеничной и весит 140 г., а не 130 как стакан пшеничной.

Полуфабрикаты и блюда из рисовой муки
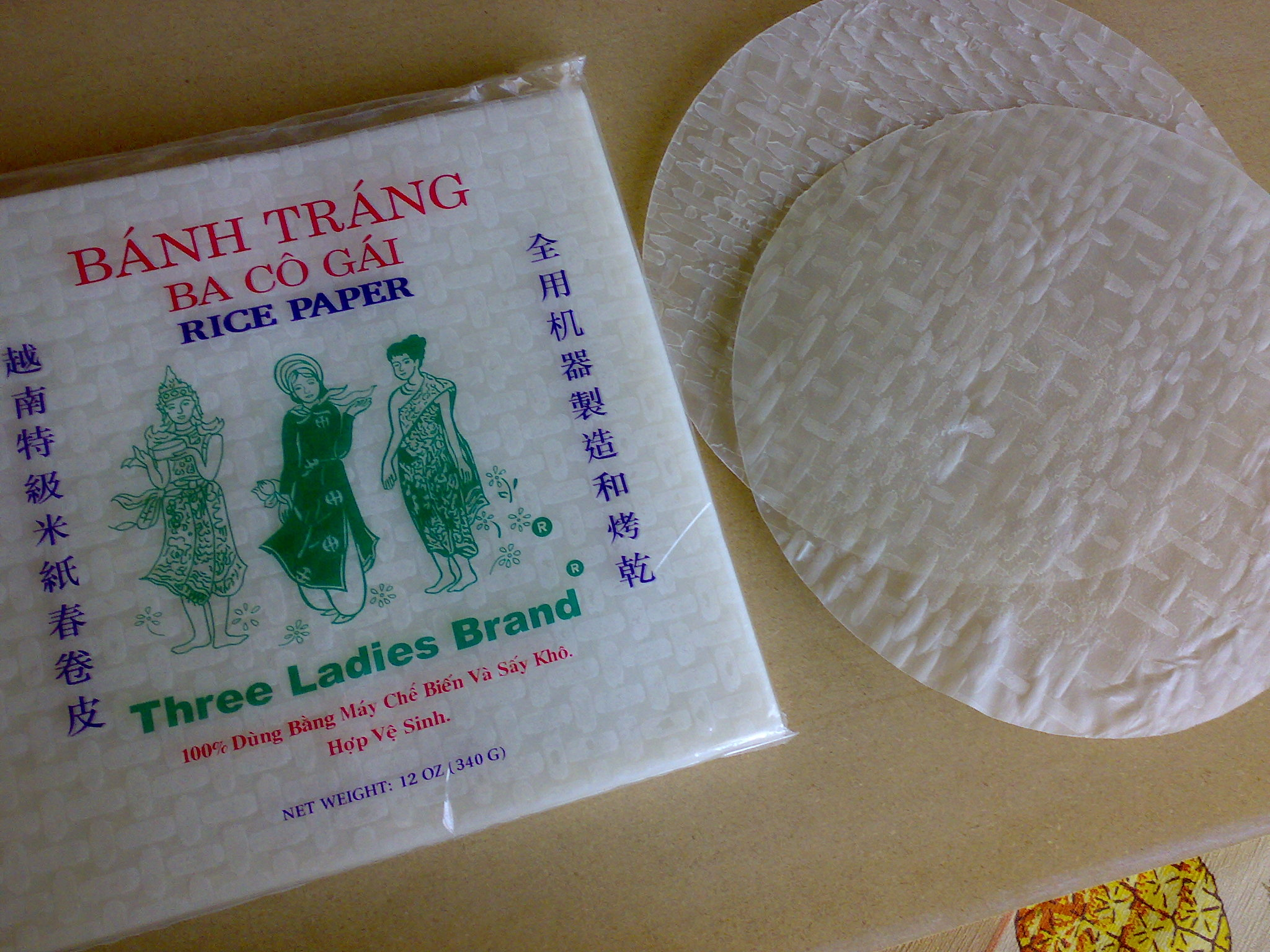
Рисовая бумага
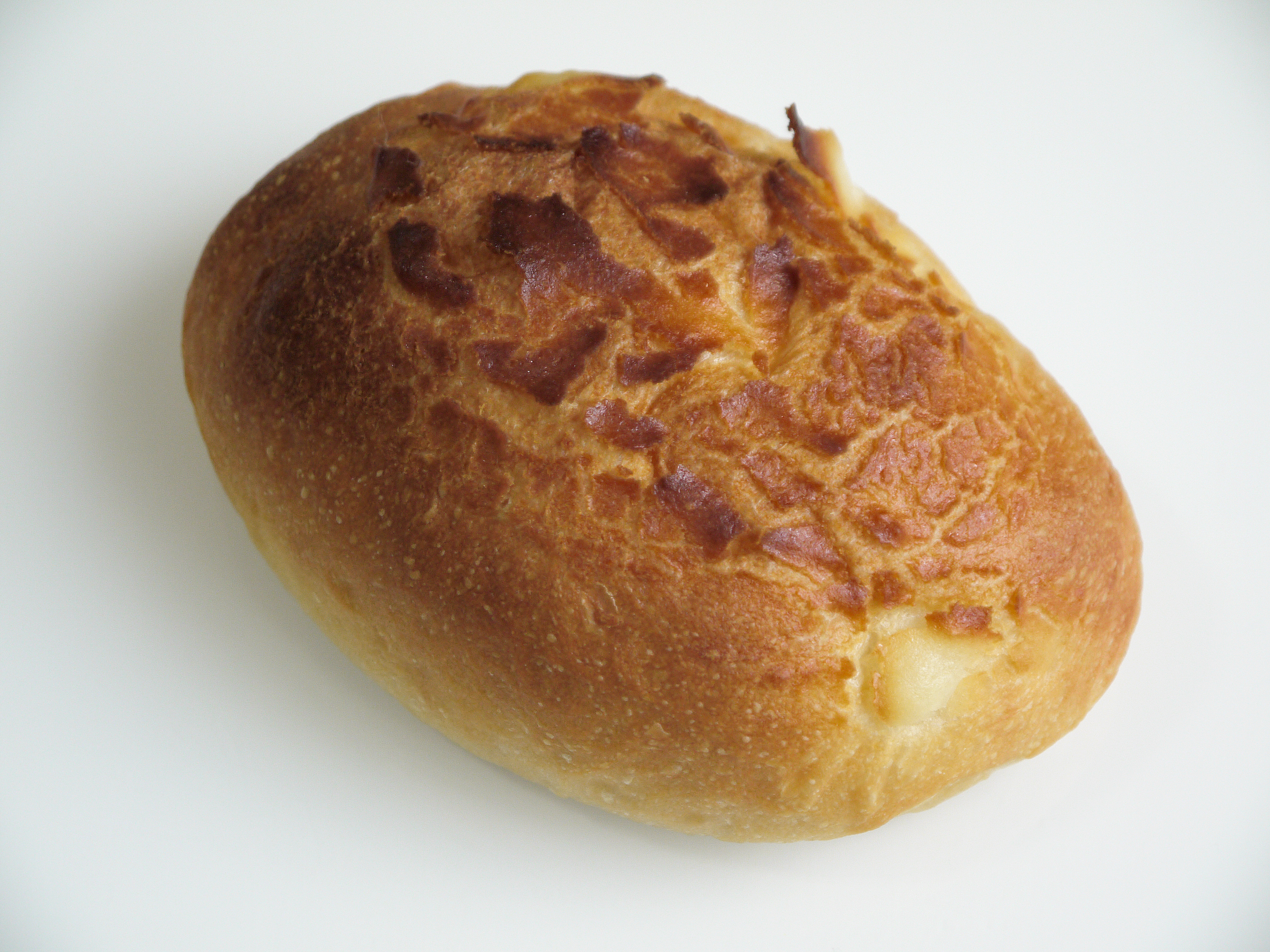
Японский рисовый хлеб
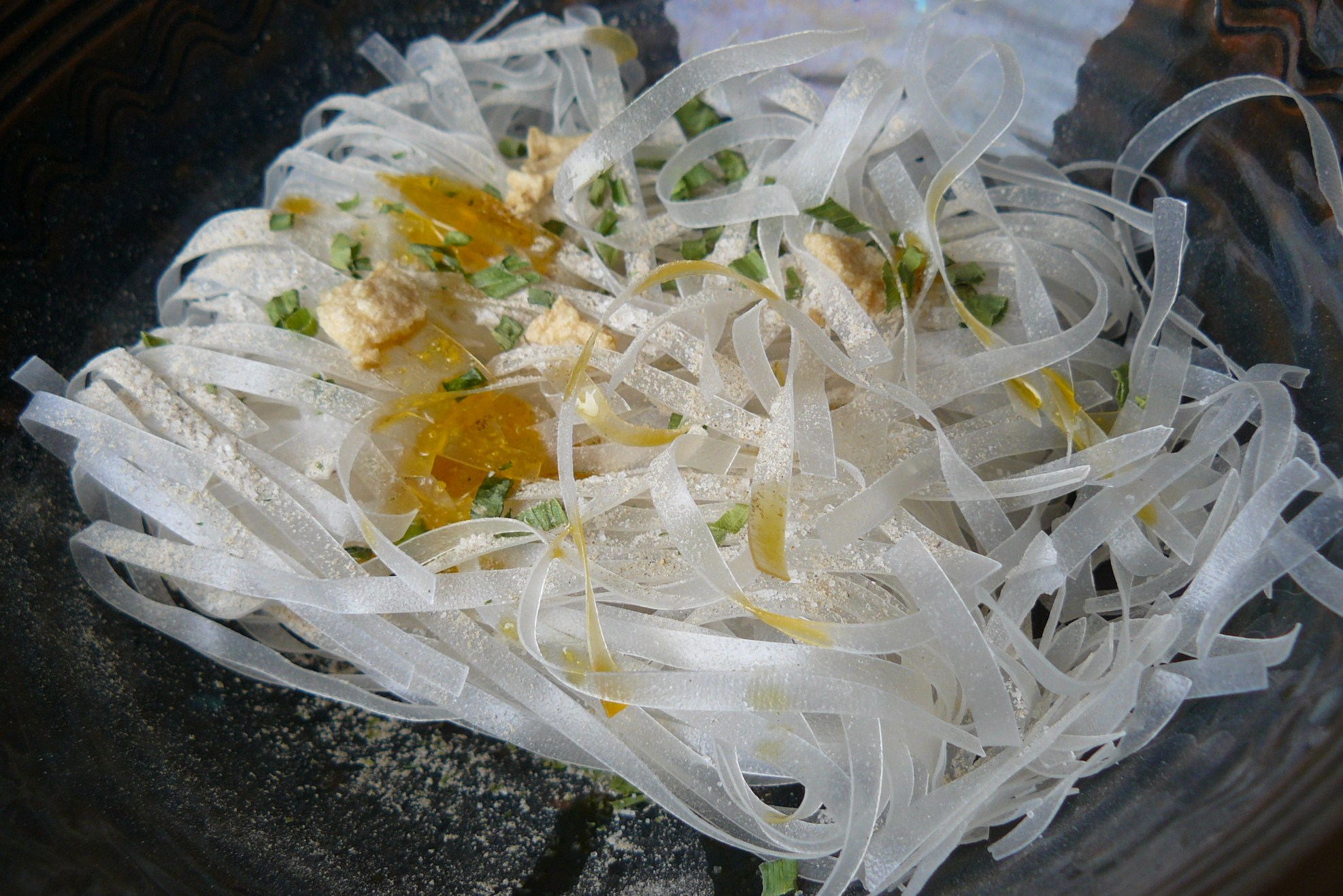
Рисовая лапша